# 892 هـ
892 هـ هي سنة في التقويم الهجري امتدت مقابلةً في التقويم الميلادي بين سنتي 1487 و1487.

## وفيات
- قجماس الإسحاقي